# الذئب والصغار السبعة

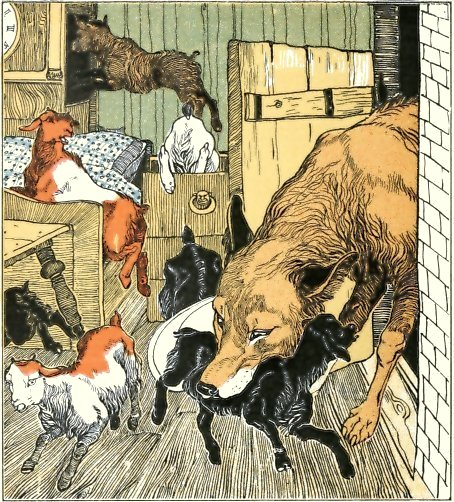

الذئب والمعزات السبعة الصغيرة، هي حكاية رمزية جمعها الأخوان غريم، وهي الحكاية الخامسة في المجموعة. تتشابهه هذه الحكاية مع حكاية الخنازير الثلاث الصغيرة إحدى أشهر الحكايات الشعبية وتتشابه مع حكاية ذات الرداء الأحمر التي جمعها الأخوان غريم أيضاً، إذ يتم إنقاذ شخصيات القصص من الذئب الشرير.

## ملخص القصة
تترك ماعز أطفالها السبعة في المنزل في حين تسعى في الغابة بحثا عن طعام لهم. قبل أن تغادر، تحذر الأم الصغار من الذئب الكبير الشرير الذي يحاول التسلل إلى داخل المنزل والتهام الصغار. يحاول الذئب الادعاء بأنه الأم وإقناع الصغار بفتح الباب، يستطيع الصغار تمييز أمهم الحقيقية من خلال قدمها البيضاء وصوتها الناعم.
بعد مغادرة الأم بفترة وجيزة، يسمع الأطفال صوتاً عند الباب يقول «دعوني أدخل يا أطفال، أحضرت والدتكم شيئاً لكل واحد منكم.» صوته الأجش يخونه ولا يدعه الصغار بالدخول. بعد فترة وجيزة يسمع الأطفال صوتاً آخر عند الباب «دعوني أدخل يا أطفال، أحضرت والدتكم شيئاً لكل واحد منكم». كان الصوت هذه المرة مرتفعاً وناعماً كصوت الأم. كانوا على وشك فتح الباب، لكن أصغرهم ينظر إلى صدع أسفل الباب ويلاحظ قدم الذئب السوداء الكبيرة، فيرفضون فتح الباب، ويذهب الذئب بعيداً مرة أخرى.
يذهب الذئب إلى المخبز ويشتري بعض الطحين، ويلطخ فيه قدمه السوداء فتصبح بيضاء اللون. يعود الذئب إلى منزل الأطفال، يطلب منهم السماح بالدخول بصوت ناعم. هذه المرة يرى الأولاد قدماً بيضاء ويسمعون صوتاً ناعماً، فيفتحون الباب. يقفز الذئب الكبير الشرير إلى داخل المنزل، ويلتهم ستة من الصغار، يختفي أصغرهم عن أعين الذئب وبذا ينجو.
تعود الأم إلى المنزل. تذهل الأم عندما ترى باب المنزل مفتوحاً على مصراعيه وتجد أن الصغار مفقودون. تبحث الأم وترى الذئب الكبير نائماً تحت شجرة. لقد أكثر كثيراً لدرجة يصبح فيها غير قادر على الحركة. يخرج الماعز الصغير من مخبأه ويتوجه نحو الأم التي تطلب منه أن يحضر مقصاً وإبرة وبعض الخيوط. تشق الماعز الأم بطن الذئب وتستخرج الصغار، وتملؤها بالحجارة ثم تعيد خياطتها. بعد أن يستيقظ الذئب، يجد أنه عطِش جداً فيتوجه إلى النهر ليشرب، لكنه يقع ويغرق جراء تقل الصخور في بطنه. فتعيش الأسرة سعيدة بعد ذلك.

## أقتباسات
عرض في أحد حلقات المسلسل الياباني للرسوم المتحركة الشهير حكايات عالمية في الحلقة 45 تبدأ القصة قبل أن تذهب الأم لإحضار الطعام وتتألف الحلقة من واحد وعشرين دقيقة 21:00 وعرضت الحلقة على عدة قنوات عربية.